# Actephila petiolaris
Actephila petiolaris är en emblikaväxtart som beskrevs av George Bentham. Actephila petiolaris ingår i släktet Actephila och familjen emblikaväxter.

## Underarter
Arten delas in i följande underarter:
- A. p. jagonis
- A. p. petiolaris